# Contea di Monroe (Indiana)
La contea di Monroe (in inglese Monroe County) è una contea dello Stato dell'Indiana, negli Stati Uniti. La popolazione al censimento del 2000 era di 120 563 abitanti. Il capoluogo di contea è Bloomington.